# Cvetković Brdo
Cvetković Brdo je naseljeno mjesto u Vukomeričkim goricama i smjestilo se iznad doline potoka Kravaršćica. Administrativno pripada Velikoj Gorici, a nalazi se u Zagrebačkoj županiji. Prema popisu stanovništva iz 2011. godine ima 32 stanovnika. Proteže se na 2,90 kilometara kvadratnih. Gustoća naseljenosti iznosi 11 stanovnika po kvadratnome kilometru. Cvetković Brdo ima 17 domaćinstava. Nekoć znatno mnogoljudnije mjesto, opustošeno zbog dva velika vala raseljavanja. Prvi uoči drugog svjetskog rata ( 1939.) i drugi nakon rata ( od 1945. pa nadalje). Najveći dio stanovništva stalno se naselio u Slavoniji, mjesto Nijemci (kod Vinkovaca), mjesto Nard ( kod Valpova) i mjesto Cret Bizovački ( kod Osijeka) gdje i danas žive pripadnici obitelji Cvetković koji se sjećaju "starog kraja" i već treća generacija rođenih u Slavoniji te ih u tom malom mjestu od 700ak stanovnika ima više nego ukupnog stanovništva u Cvetković Brdu prema popisu iz 2011.

## Stanovništvo
| broj stanovnika | 174   | 188   | 173   | 185   | 200   | 217   | 202   | 213   | 158   | 146   | 127   | 120   | 101   | 69    | 45    | 32    | 25    |
|                 | 1857. | 1869. | 1880. | 1890. | 1900. | 1910. | 1921. | 1931. | 1948. | 1953. | 1961. | 1971. | 1981. | 1991. | 2001. | 2011. | 2021. |

## Spomenici i znamenitosti
- Kapela sv. Roka